# Hans Unger (Politiker, 1979)
Hans Unger (* 23. Februar 1979 in Oberwart) ist ein österreichischer Politiker (ÖVP). Er ist seit 2016 Bürgermeister von Oberschützen und seit dem 14. Dezember 2022 Abgeordneter zum Burgenländischen Landtag.

## Leben
Hans Unger besuchte nach der Volksschule das Bundesrealgymnasium Oberschützen und die Landwirtschaftliche Fachschule Hatzendorf, die er 1996 abschloss. Seit 1996 ist er als selbstständiger Landwirt tätig und führt den elterlichen Betrieb in Oberschützen.
Von 2002 bis 2007 war er Mitglied des Gemeinderates Oberschützen, dem er seit 2012 erneut angehört. Am 20. Oktober 2016 wurde er vom Gemeinderat mit 17 von 20 Stimmen zum Bürgermeister von Oberschützen gewählt, er folgte in diesem Amt Günter Toth (ÖVP) nach. Im Zuge der Gemeinderatswahlen 2017 erhielt er bei der Bürgermeisterdirektwahl 81,13 Prozent der Stimmen. Bei der Gemeinderatswahl 2022 wurde er mit 69,34 Prozent der Stimmen im Amt bestätigt.
Am 14. Dezember 2022 wurde er in der XXII. Gesetzgebungsperiode als Abgeordneter zum Burgenländischen Landtag angelobt, wo er für Georg Rosner nachrückte. Unger war Bezirksparteiobmannstellvertreter der ÖVP im Bezirk Oberwart und Gemeindeparteiobmannstellverterter der Gemeinde Oberschützen. Im November 2023 folgte er Georg Rosner als ÖVP-Bezirksparteiobmann nach. Für die Landtagswahl 2025 wurde er ÖVP-Spitzenkandidat im Bezirk Oberwart.